# Ust´-Narin
Ust´-Narin (ros. Усть-Нарин) – wieś w Rosji, w Kraju Zabajkalskim, w rejonie mogojtujskim wchodzącym w skład Agińskiego Okręgu Buriackiego. W 2010 liczyła 581 mieszkańców.